# FIЇNKA
Ірина Ярославівна Вихованець, до шлюбу Білак (нар. 9 жовтня 1993, Надвірна, Івано-Франківська область, Україна), відома як FIЇNKA  — українська співачка, авторка-виконавиця, ютуберка та акторка. Авторка та ведуча гумористичного проєкту «Ліжник TV» на YouTube. Популяризує гуцульську культуру. Фіналістка національного відбору України на пісенний конкурс «Євробачення» у 2023 та 2025 роках.

## Життєпис
Народилася 9 жовтня 1993 року в Надвірній на Прикарпатті в сім'ї Оксани та Ярослава Білаків.
Співає з дитинства, грала на скрипці Прикарпатський національний університет імені Василя Стефаника.
У 2018 році одружилася з Юрієм Вихованцем. Народила сина Владислава.

## Кар'єра
Деякий час працювала акторкою в Івано-Франківському національному академічному драматичному театрі імені Івана Франка.
В 2019-му році Ірина Вихованець створила гумористичний проєкт «Ліжник TV», в якому є ведучою, режисеркою та сценаристкою. Того ж року дебютувала як співачка під псевдонімом «FIЇNKA». Її перший сингл і однойменний кліп — «Груба»
З 2022 року співпрацює з лейблом «Enko».

### Стиль
FIЇNKA популяризує гуцульський колорит, елементи місцевого діалекту (гуцульський говір), використовує автентичний акцент у мові творів та гумористичних скетчів на «Ліжник-ТВ». Мисткиня вважає корисним, щоб світ більше дізнався про ці елементи української культури.

## Дискографія

### Студійні альбоми
| Назва          | Інформація                                                                       |
| -------------- | -------------------------------------------------------------------------------- |
| Гуцулія рулит! | - Реліз: 9 жовтня 2023 - Лейбл: KINGLOMERATE, Enko - Формат: Цифрова дистрибуція |

## Музичні відео
| Рік  | Назва            | Режисерка            | Альбом         |
| ---- | ---------------- | -------------------- | -------------- |
| 2019 | «Груба»          | Ірина Вихованець     | Гуцулія рулит! |
| 2020 | «До танцю!»      | Ірина Вихованець     | Гуцулія рулит! |
| 2021 | «Гуцулія рулит!» | Ірина Вихованець     | Гуцулія рулит! |
| 2021 | «Ґачі від Ґуччі» | Ірина Вихованець     | Гуцулія рулит! |
| 2021 | «Ватра-вогень»   | Ірина Вихованець     | Гуцулія рулит! |
| 2022 | «Цілюватись»     | Ірина Вихованець     | Гуцулія рулит! |
| 2022 | «Бий!»           | Ірина Вихованець     | Гуцулія рулит! |
| 2022 | «Довбуш»         | Ірина Вихованець     | Гуцулія рулит! |
| 2023 | «Видко литку»    | Ірина Вихованець     | Гуцулія рулит! |
| 2023 | «Люди»           | Христина Браславська | Гуцулія рулит! |
| 2024 | «Мої гори»       | Христина Браславська | Гуцулія рулит! |
| 2024 | «Курва»          | Христина Браславська | Гуцулія рулит! |
| 2024 | «Колискова»      | Христина Браславська | Гуцулія рулит! |
| 2025 | «Грушка»         | Христина Браславська | Гуцулія рулит! |